# SBS (Dél-Korea)
Az SBS (hangul: 에스비에스, Eszubieszu), korábbi nevén Seoul Broadcasting System (서울방송그룹, Szöul Pangszong Gurup) országos sugárzású dél-koreai kereskedelmi televízióadó. 1992-ben létrejött az SBS USA, amely nemcsak Amerikában, de Európában, a Közel-Keleten és Afrikában is elérhetővé tette az SBS és SBS Plus csatornákat kábelszolgáltatók és műholdas szolgáltatók kínálatában. Az SBS volt Dél-Korea első kereskedelmi televíziója 1980 óta, amikor törvényileg tiltották meg a magán televíziótársaságok létrehozását, a törvényt 1990-ben változtatták meg.